# Eutelia sommereri
Eutelia sommereri är en fjärilsart som beskrevs av Kobes 1982. Eutelia sommereri ingår i släktet Eutelia och familjen nattflyn. Inga underarter finns listade i Catalogue of Life.